# Allium ivasczenkoae
Allium ivasczenkoae är en amaryllisväxtart som beskrevs av Kotukhov. Allium ivasczenkoae ingår i släktet lökar, och familjen amaryllisväxter.
Artens utbredningsområde är Kazakstan. Inga underarter finns listade i Catalogue of Life.